# Liberaal-Socialistische Beweging
De Liberaal-Socialistische Beweging (LSB) was een Nederlandse politieke beweging. 
De beweging kwam in 1935 voort uit de Bond tot Hervorming van den Grondeigendom. Oprichter was Chris Verwey (1866-1944), een broer van dichter Albert Verwey. Chris Verwey was hoofdboekhouder en accountant bij de Algemeene Maatschappij van Levensverzekering en Lijfrente. Chris Verwey was tevens uitgever en redacteur van De Uitweg, het maandelijks orgaan van de Liberaal-Socialistische Beweging, tussen 1936 en 1940. Naast artikelen over economische kwesties, landnationalisatie en binnenlandse kolonisatie schreef hij over single tax. In 1941 verscheen zijn De uitweg uit den socialen nood waarin hij schreef over vier sociaal-economische kernproblemen.